# Janet. World Tour
Janet Jackson ging opnieuw op wereldtournee om haar vierde album te promoten "janet.". De janet. World Tour begon op 24 november 1993 in Cincinnati, Ohio in de Verenigde Staten. Het concert was uitverkocht en werd gedeeltelijk door MTV uitgezonden tijdens een 60 minuten durende 'special'. Ze trad op met haar grootste hits van de twee voorgaande albums en natuurlijk een paar nummers van haar hitalbum "janet." waarvoor deze tournee eigenlijk bedoeld is. In mei 1994 werd er een pauze ingelast om een duet en video op te nemen genaamd "Scream" met broer Michael. De VS en Canada werden tot augustus 1994 aangedaan waarna ze in 1995 voor het eerst Oceanië en Zuidwest Azië aandeed tot begin maart. En op 8 maart begon de Europese en tevens laatste gedeelte van de tournee in de Noorse hoofdstad Oslo. Op 21 en 22 maart stond ze tweemaal uitverkocht in de Rotterdamse Ahoy' en op 22 april werd in de Londense Wembley Arena het slotconcert gegeven.

## Opgevoerde nummers
1. If
2. What Have You Done for Me Lately
3. Nasty (single)
4. Let's Wait Awhile
5. Come Back to Me
6. Throb
7. Whimsical Medley:
  1. When I Think of You
  2. Escapade
  3. Miss You Much
8. Love Will Never Do (Without You)
9. Alright
10. What'll I Do1
11. Any Time, Any Place
12. Where Are You Now2
13. Again
14. And On and On3
15. Black Cat6
16. Rhythm Nation
17. This Time1
18. That's the Way Love Goes
19. New Agenda2
20. Because of Love1
21. You Want This4
22. Whoops Now5

- 1 (Alleen in Noord-Amerika opgevoerd)
- 2 (Alleen tijdens de eerste paar concerten)
- 3 (Alleen in Los Angeles and Mountain View door bekendheid van het lied werd "Black Cat" door dit nummer vervangen)
- 4 (Alleen in de Amerikaanse zomer en Australische concerten)
- 5 (Alleen in Europa)
- 6 (Niet in de openluchtlocaties in de zomer)

## Kritische Ontvangst
Hoewel MTV gedeelte van de show Live uitzond is er na dit, één uur durende special, geen andere legale uitzending van de show (gedeeltelijk of in haar geheel). De verwachtingen waren hoog en de meningen liepen uiteen. Terwijl de één haar prees voor haar danskwaliteiten en stage-persona waren anderen niet onder de indruk van haar stem. Sommige Amerikaanse kranten beweerden zelfs dat ze playbackte ('lip-sync'). De één vond weer dat ze dicht bij een 'Broadway-show kwam en een ander vond weer dat alles strak onderhouden was. In Nederland was Trouw getuige van haar eerste van de twee optredens in de Rotterdamse Ahoy

## Omzetten
| Datum            | Locatie                                        | Bezoekers         | Bezoekers           | Bezoekers              | Omzet Kaartverkoop |
| Datum            | Locatie                                        | Verkochte kaarten | Beschikbare kaarten | Verkocht in Percentage | Omzet Kaartverkoop |
| ---------------- | ---------------------------------------------- | ----------------- | ------------------- | ---------------------- | ------------------ |
| Dec 17, 1993     | Madison Square Garden - New York, New York     | 14,621            | 14,621              | 100%                   | $548,902           |
| Dec 18, 1993     | Madison Square Garden - New York, New York     | 14,621            | 14,621              | 100%                   | $548,902           |
| Dec 31, 1993     | Madison Square Garden - New York, New York     | 15,472            | 15,472              | 100%                   | $838,500           |
| January 9, 1994  | Charlotte Coliseum - Charlotte, NC             | 23,302            | 23,302              | 100%                   | $414,972           |
| January 12, 1994 | Coliseum, Birmingham - Birmingham, Ala         | 7,650             | 10,846              | 89%                    | $212,288           |
| January 31, 1994 | Wachovia Spectrum\|Spectrum - Philadelphia, PA | 15,513            | 15,513              | 100%                   | $467,204           |

## Optredens
Noord-Amerika
1993
- VS november 24-Cincinnati, OH-Riverfront Coliseum *
- Canada november 26-Toronto, ONT-SkyDome *
- VS november 28-Washington DC - Landover, MD-*VSir Arena *
- VS november 29-Washington DC - Landover, MD-*VSir Arena *
- VS december 1-Chicago, IL-Rosemont Horizon
- VS december 2 - Minneapolis, MN - Target Center
- VS december 4-Detroit, MI-Joe Louis Arena
- VS december 17-New York, NY-Madison Square Garden *
- VS december 18-New York, NY-Madison Square Garden *
- VS december 22-New York, NY-Madison Square Garden
- VS december 23-New York, NY-Madison Square Garden
- VS december 28-Providence, RI-Providence Civic Center (30 minuten later gestart vanwege technische problemen)
- VS december 30-Hartford, CT-Civic Center
- VS december 31-New York, NY-Madison Square Garden *

1994
- VS januari 3-Cleveland, OH - Richfield Coliseum *
- VS januari 5-Atlanta, GA-Georgia Dome *
- VS januari 6-Atlanta, GA-Georgia Dome
- VS januari 9-Charlotte, NC-Charlotte Coliseum *
- VS januari 12-Birmingham, AL-BJCC Coliseum
- VS januari 14-Richmond, VA-Richmond Coliseum *
- VS januari 16-Knoxville, TN-Thompson-Boling Arena *
- VS januari 18-Orlando, FL-Orlando Arena *
- VS januari 20-Miami, FL-Miami Arena *
- VS januari 22-St. Petersburg, FL-Thunderdome *
- VS januari 24-Albany, NY-Pepsi Center
- VS januari 30-Worcester, MA-Centrum *
- VS januari 31-Philadelphia, PA-Spectrum
- VS februari 3-Indianapolis, IN-Market Square Arena
- VS februari 4-Dayton, OH-Nutter Center
- VS februari 6-Peoria, IL-Peoria Civic Center *
- VS februari 7-Milwaukee, WI-Bradley Center
- VS februari 12-Seattle, WA-Tacoma Dome *
- VS februari 16-San Jose, CA-San Jose Arena *
- VS februari 17-Sacramento, CA-ARCO Arena *
- VS februari 18-San Francisco - Oakland, CA-Oakland Coliseum *
- VS februari 24-San Diego, CA-San Diego Sports Arena *

Japan
- Japan maart 25, 1994 Nagasaki - Huis Ten Bosch
- Japan maart 27, 1994 Osaka - Osaka-jo Hall *
- Japan maart 29, 1994 Tokyo - Tokyo Dome
- Japan maart 30, 1994 Tokyo - Tokyo Dome *

Vervangingsconcerten
- VS april 7-Los Angeles, CA-Great Western Forum *
- VS april 8-Los Angeles, CA-Great Western Forum *
- VS april 9-Los Angeles, CA-Great Western Forum *
- VS april 14-San Jose, CA-San Jose Arena *
- VS april 16-Las Vegas, NV-MGM Grand *
- VS april 20-Phoenix, AZ-America West Arena *
- VS april 22-Albuquerque, NM-Tingley Coliseum
- VS april 23 Las Cruces, NM-Pan American Center *
- VS april 24-Denver, CO-McNichols Arena
- VS april 26-Salt Lake City, UT-Delta Center *
- VS april 27-Salt Lake City, UT-Delta Center

Noord-Amerika - zomer
- VS juni 10-Columbia, MD-Merriweather Post Pavilion *
- VS juni 11-Columbia, MD-Merriwether Post Pavilion *
- Canada juni 13-Vaughan, ON-Kingswood Music Theatre *
- VS juni 18-Mansfield, MA-Great Woods Center for the Performing Arts *
- VS juni 21-Saratoga Springs, NY-Saratoga Performing Arts Center *
- VS juni 23-Pittsburgh, PA- Star Lake Amphitheatre *
- VS juni 26-Wantagh, NY-Jones Beach Amphitheater *
- VS juni 27-Wantagh, NY-Jones Beach Amphitheater *
- VS juni 30-Holmdel, NJ - Garden State Arts Center *
- VS juli 3-Hershey Park, PA-Hershey Park Stadium *
- VS juli 5-Milwaukee, WI-Marcus Amphitheatre *
- VS juli 6-Moline, IL-Mark of the Quad Cities *
- VS juli 8-Bonner Springs, KS-Sandstone Amphitheater
- VS juli 9-St. Louis, MO-Riverport Amphitheater
- VS juli 12-Hoffman Estates, IL-Poplar Creek Music Theatre *
- VS juli 13-Hoffman Estates, IL-Poplar Creek Music Theatre
- VS juli 19-Cleveland, OH-Richfield Coliseum *
- VS juli 21-Cincinnati, OH-Riverbend Music Center
- VS juli 24-Columbus, OH-Polaris Amphitheater
- VS juli 26-New York, NY-Radio City Music Hall *
- VS juli 27-New York, NY-Radio City Music Hall
- VS juli 29-Raleigh, NC-Walnut Creek Amphitheater
- VS juli 31-West Palm Beach, FL-Coral Sky Amphitheatre
- VS augustus 1-New Orleans,LA-Louisiana Superdome *
- VS augustus 2-Houston, TX-Cynthia Woods Mitchell Pavilion *
- VS augustus 3-Dallas, TX-Starplex Amphitheater *
- VS augustus 5-Englewood, CO-Fiddler's Green Amphitheater *
- VS augustus 9-Irvine, CA-Irvine Meadows Amphitheater *
- VS augustus 10-Devore, CA-Glen Helen Blockbuster Pavilion *
- VS augustus 12-Mountain View, CA-Shoreline Amphitheater *
- VS augustus 14-George, WA-Gorge Amphitheater *

1995
Australië/Azië
- Australië februari 6-Brisbane, AUS- Entertainment Centre *
- Australië februari 7-Brisbane, AUS- Entertainment Centre *
- Australië februari 10-Sydney, AUS- Entertainment Centre *
- Australië februari 11-Sydney, AUS- Entertainment Centre *
- Australië februari 12-Sydney, AUS- Entertainment Centre *
- Australië februari 15-Sydney, AUS- Entertainment Centre *
- Australië februari 17-Melbourne, AUS- Melbourne Park *
- Australië februari 18-Melbourne, AUS - Melbourne Park
- Australië februari 20-Melbourne, AUS- Melbourne Park *
- Australië februari 21-Adelaide, AUS- Entertainment Centre
- Australië februari 23-Perth, AUS-Perth Entertainment Centre
- Singapore februari 27-Singapore, SIN-Indoor Stadium *
- Singapore februari 28-Singapore, SIN-Indoor Stadium
- Philippines maart 3-Manila, PHI-Folk Arts Theater *
- Thailand maart 5-Bangkok, THA-Indoor stadium Hua Mark
- Thailand maart 6-Bangkok, THA-Indoor stadium Hua Mark *

Europa
- Norway maart 8 - Oslo, Norwegen-Oslo Spektrum *
- Denmark maart 9 - Kopenhagen, Denemarken-Forum *
- Sweden maart 11 - Stockholm, Sweden-Globe Arena *
- Duitsland maart 14 - Berlijn, Duitsland - Velodrome *
- Duitsland maart 16 - Hamburg, Duitsland-Alsterdorfer Sporthalle
- Netherlands maart 21 - Rotterdam, NED-Ahoy *
- Netherlands maart 22 - Rotterdam, NED-Ahoy
- France maart 25 - Toulouse, Frankrijk-Le Zénith
- Spain maart 26 - Barcelona, Catalonië-Palau Sant Jordi *
- France maart 29 - Marseille, France-Dôme de Marseille
- Switzerland maart 31 - Zürich, Switzerland-Hallenstadion *
- Duitsland april 1 - München, Duitsland-Olympiahalle *
- United Kingdom april 4 - Sheffield, England-Sheffield Arena *
- United Kingdom april 7 - Birmingham, England-NEC Arena *
- United Kingdom april 8 - Londen, England-Wembley Arena *
- Franceapril 10 - Parijs, Frankrijk-Palais Omnisports de Paris-Bercy *
- Duitsland april 11 - Stuttgart, Duitsland-Schleyerhalle *
- Duitsland april 13 - Frankfurt, Duitsland-Festhalle *
- Belgium april 16 - Gent, Belgium-Flanders Expo
- United Kingdom april 19 -London, England-Wembley Arena *
- United Kingdom april 20 -London, England-Wembley Arena *
- United Kingdom april 22 -London, England-Wembley Arena

## Band
- Muzikale Leider: Rex Salas
- Drums: John Roberts
- Keyboards: Eric Daniels, Rex Salas, and Brian Simpson
- Percussie: Terry Santiel
- Gitaar: David Barry
- Bass: Sam Sims
- Background Vocals: Stacy Campbell, Romeo Johnson, and Lisa Taylor

## Dansers
- Tina Landon (choreographer)
- Sean Cheesman
- Cynthia Davila
- Shawnette Heard
- Kelly Konno
- Omar Lopez
- Nikki Pantenburg
- Tish Oliver
- Josie Harris (Alleen in Australië)